# Harry Puder
Pour les articles homonymes, voir Puder.
Harry Franz Hugo Puder, né le 24 février 1862 à Breslau et mort le 18 décembre 1933 à Hambourg, est un major général prussien et le commandant de la troupe de protection impériale du Kamerun.

## Biographie
Puder s'engagea en avril 1879 comme cadet dans la 1ère division de marins (1re division des marins), passa en 1880 comme porte-drapeau dans le 62e régiment d'infanterie, devint sous-lieutenant en 1882 et fut transféré en 1890 avec promotion au grade de premier-lieutenant dans le 23e régiment d'infanterie. Le 24 mai 1895, il devint capitaine et commandant de compagnie dans le 65e régiment d'infanterie. En juin 1897, il quitta l'armée et fut engagé comme capitaine et commandant de compagnie dans la troupe de protection impériale pour l'Afrique orientale allemande. En Afrique orientale allemande, Puder fut chef de district de Tabora de 1899 à avril 1900.
Il retourne ensuite en Allemagne (ou plutôt en Empire allemand), est réengagé dans l'armée prussienne en novembre 1900 et est affecté au 16e régiment d'infanterie en tant que commandant de compagnie. En 1904, il quitta à nouveau l'armée et fut engagé dans la troupe de protection pour l'Afrique du Sud-Ouest allemande. En 1904/05, il participa aux combats contre les Herero dans le Sud-Ouest africain allemand (combats de Klein-Barmen, Onganjika, Oviumbo, Hamakari-Waterberg). En raison d'une maladie typhoïde, il rentra prématurément en Allemagne en 1905.
En 1906, Puder fut muté au commandement des troupes de protection au sein de l'Office impérial aux Colonies et, en octobre de la même année, il fut chargé de remplacer le commandant de la troupe de protection du Cameroun, Wilhelm Mueller (de). C'est au Cameroun que Puder trouva son principal champ d'action à partir de 1906. Après sa nomination formelle au poste de commandant le 18 février 1908, il dirigea les opérations militaires visant à soumettre les sociétés Tiv établies à la frontière ouest du district de Bamenda ("expédition Alkasom-Muntschi" au printemps 1908) et à intégrer la région de Bafia dans l'organisation administrative allemande (1911). Des tensions existaient à cette époque entre lui et le gouverneur Karl Ebermaier, qui se manifestèrent notamment lors du voyage du gouverneur dans le nord de la colonie. Dans ce contexte, Puder critiqua la forte sollicitation des compagnies pour les besoins de l'administration civile et s'engagea fondamentalement pour une stricte séparation des tâches militaires et administratives. Peu après le retour d'Ebermaier sur la côte, Puder quitta la Schutztruppe.
Après avoir été promu lieutenant-colonel le 20 juillet 1912, il quitta la Schutztruppe le 30 septembre 1913 et fut engagé à partir du 1er octobre 1913 à l'état-major du 88e régiment d'infanterie à Mayence. Lorsque la Première Guerre mondiale a éclaté, Puder a été nommé commandant de ce régiment le 2 août 1914, qu'il a commandé pendant les combats sur le front occidental. Pendant le reste de la guerre, il commanda la 7e brigade d'infanterie. Ses performances ont été récompensées par l'attribution des deux classes de la Croix de fer ainsi que de l'Ordre de la Couronne de IIe classe avec épées. À la fin de la guerre, Puder a été mis à disposition en tant que major général le 30 septembre 1919, en approbation de sa demande de départ avec la pension légale.